# 航空戦術
航空戦術（こうくうせんじゅつ、英：Air tactics）とは、作戦・戦闘において航空戦力によって行われる戦術。

## 概要
エアパワーの基幹要素である空軍力の優位性・特徴として、偏在性、行動距離、移動速度、突破力、打撃力、運用の柔軟性などが挙げられる。特に空中という空間を活用することにより地理的な制約を受けない作戦行動が可能であることは最大の特徴でもある。
航空戦術とはこの空軍力を、航空作戦の中で戦術的に運用する技術である。作戦領域は空中であり、これは気象地象が影響している三次元の立体空間である。その具体的な戦術は気象、航空力学の原理、さらに航空機の性能・兵装によって制約を受ける。

## 陣形
航空戦術において使用される諸々の航空機の各種隊形はさまざまな戦闘状況における編隊飛行を目的としている。最も基本的なものは基本隊形であり、進出・帰投で多用する。これは水平直線飛行時の僚機位置は隊長機の37度の方向に対して翼端間隔6フィート、ややスタック･タウンした位置を占位する。単に航行する場合には基本隊形から約2機分間隔を開いた航空隊形を使用する。航空作戦の実施では基本隊形よりも機動性が求められる状況ならば一定間隔で正面に対し縦隊に展開する縦隊隊形を、また視界が求められる状況ならば索敵・防御を目的とした疎隔隊形に転換する。機動隊形は戦闘機動、索敵または相互支援を目的とした隊形であり、戦闘隊形に移行すれば戦闘機動などの長期間の最大性能が容易に発揮できる隊形である。気象状況によって雲量が多い場合に基本隊形から間隔をつめるならば密集隊形を、ビール・オフや編隊の解散、着陸などを行う際の隊形は梯形隊形で行動する。空中戦など特定の状況ではこのような隊形を解いた上で各機の判断で戦闘行動を行う。

## 歴史的な戦術
- ロッテ戦術 - 独空軍のヴェルナー・メルダースが考案
- ビッグ・ウイング - 伊空軍のイタロ・バルボが提唱

- ヴェルナー・メルダース（1940年撮影）
- イタロ・バルボ（1938-40年頃撮影）